# Tatsuya Ishikawa
Tatsuya Ishikawa (jap. 石川 竜也 Ishikawa Tatsuya; ur. 25 grudnia 1979) – japoński piłkarz. Obecnie występuje w Montedio Yamagata.

## Kariera klubowa
Od 2002 roku występował w klubach Kashima Antlers, Tokyo Verdy i Montedio Yamagata.

## Kariera reprezentacyjna
W 1999 roku Tatsuya Ishikawa zagrał na Mistrzostwach Świata U-20.